# 311 South Wacker Drive
Il 311 South Wacker Drive è un grattacielo di Chicago, negli Stati Uniti. Completato nel 1990, è stato progettato in stile post - moderno dall'architetto Kohn Pedersen Fox.